# Dmitri Irinarchowitsch Sawalischin

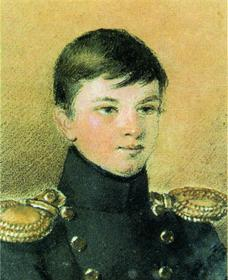
Dmitri Irinarchowitsch Sawalischin (M. I. Terebenjow, vor 1825)

Dmitri Irinarchowitsch Sawalischin (russisch Дмитрий Иринархович Завалишин; * 13. Junijul. / 25. Juni 1804greg. in Astrachan; † 5. Februarjul. / 17. Februar 1892greg. in Moskau) war ein russischer Marineoffizier und Schriftsteller.

## Leben
Sawalischin, Sohn des Generalmajors, Schriftstellers und Dichters Irinarch Iwanowitsch Sawalischin absolvierte 1816–1819 das Marinekadettenkorps in St. Petersburg. 1822–1824 nahm er an der Weltumsegelung unter dem Kommando M. P. Lasarews teil. Er arbeitete in der  Russisch-Amerikanischen Kompagnie mit. 1824–1826 lebte er im Hause Alexander Ostermann-Tolstois in St. Petersburg.
Sawalischin freundete sich mit dem Dekabristen Kondrati Rylejew an und teilte dessen Ideen, obwohl er sich nicht dessen Organisation anschloss. Im November 1825 machte er Urlaub im Gouvernement Kasan und im Gouvernement Simbirsk und war während des Dekabristen-Aufstands im Dezember nicht in St. Petersburg. Im Januar 1826 wurde er verhaftet, nach Verhör freigelassen und im März 1826 wieder verhaftet. Seine Haft im Generalstabsgebäude zusammen mit Alexander Gribojedow beschrieb er in seinen Erinnerungen. Sawalischin wurde beschuldigt, den Zaren Nikolaus I. töten zu wollen, und zu Katorga-Zwangsarbeit in Sibirien verurteilt.
Sawalischin war 1827–1839 im Katorga-Lager beim Ostrog Tschita, im Petrowski-Werk und dann in der Verbannung in Tschita. Er blieb dort auch nach der Amnestie 1856. Er unterrichtete und publizierte. In Aufsätzen prangerte er die Übergriffe der örtlichen Behörden in Transbaikalien an. Diese hielten dies für so gefährlich, dass der Generalgouverneur N. N. Murawjow  ihn ins europäische Russland zurückzuschicken empfahl, was einzigartig in der russischen Geschichte war und 1863 geschah. Er ließ sich in Moskau nieder und veröffentlichte Aufsätze mit seinen Erinnerungen in den Moskowskije Wedomosti, im Russki Westnik, in der Russkaja Starina, im Istoritscheski Westnik und anderen Zeitungen und Zeitschriften. In seinen Notizen eines Dekabristen (München 1904, St. Petersburg 1906) beschrieb er das Leben der Dekabristen in Sibirien. Er wurde auch als Ethnograph und Verfasser regierungsfeindlicher Gedichte bekannt.
Sawalischin wurde auf dem Friedhof des Moskauer Danilow-Klosters begraben. Sein Grab fiel den Friedhofsliquidierungen in den 1930er Jahren zum Opfer.
Sawalischins jüngerer Bruder war der Literat und Ethnograph Ippolit Irinarchowitsch Sawalischin. Sein Vetter war der Dichter Fjodor Iwanowitsch Tjuttschew. Sein Enkel war der Astrophysiker Dmitri Iwanowitsch Jeropkin.
2012 führte das Irkutsker Dekabristenmuseum die Ausstellung Amerikanische Geheimnisse der Schatulle des Dekabristen D. I. Sawalischin durch. Die Schatulle hatte Sawalischins Enkel  Dmitri Iwanowitsch Jeropkin dem Museum übergeben.